# Xenocyon antonii
Xenocyon antonii (o Canis (Xenocyon) antonii)  es un cánido extinto de gran tamaño que habitó Asia desde finales del Plioceno hasta comienzos del Pleistoceno, siendo el representante asiático de la especie europea Canis (Xenocyon) falconeri.

## Taxonomía
El lobo grande C. antonii, que habitó desde el Plioceno tardío hasta el Pleistoceno temprano en China, se evaluó como una variación dentro de C. chihliensis. El lobo grande C. falconeri apareció abruptamente en Europa en el Pleistoceno temprano, quizás representando una extensión hacia el oeste de Canis (Xenocyon) antonii.
La especie se llamó originalmente Canis antonii (Zdansky, 1924), pero luego fue reasignada como Canis (Xenocyon) antonii. El nombre se aplicó a los fósiles de cánidos con dentición hipercarnívora del Plioceno tardío que se encontraron en China en los sitios Loc. 33 (Yang Shao Tsun en la provincia de Henan), Loc. 64 (provincia de Chihli) y Fan Tsun (provincia de Shanxi). La especie se registró en Europa como Canis (Xenocyon) falconeri.